# 訃報 2012年11月
訃報 2012年11月（ふほう 2012ねん11がつ）では、2012年11月に物故した、又は物故が報じられた人物についてまとめる。

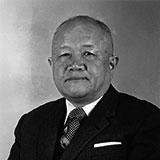
猪木正道／11月5日没

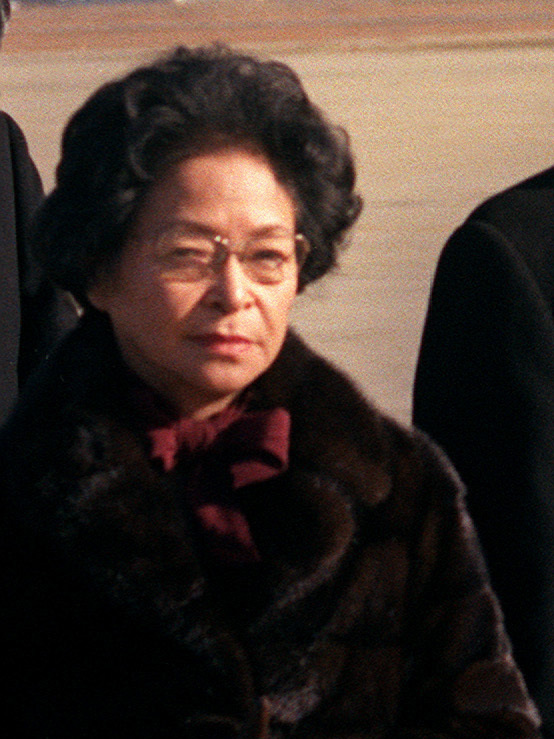
中曽根蔦子／11月7日没

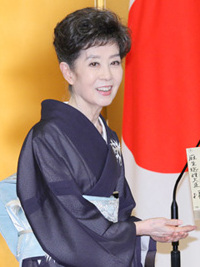
森光子／11月10日没

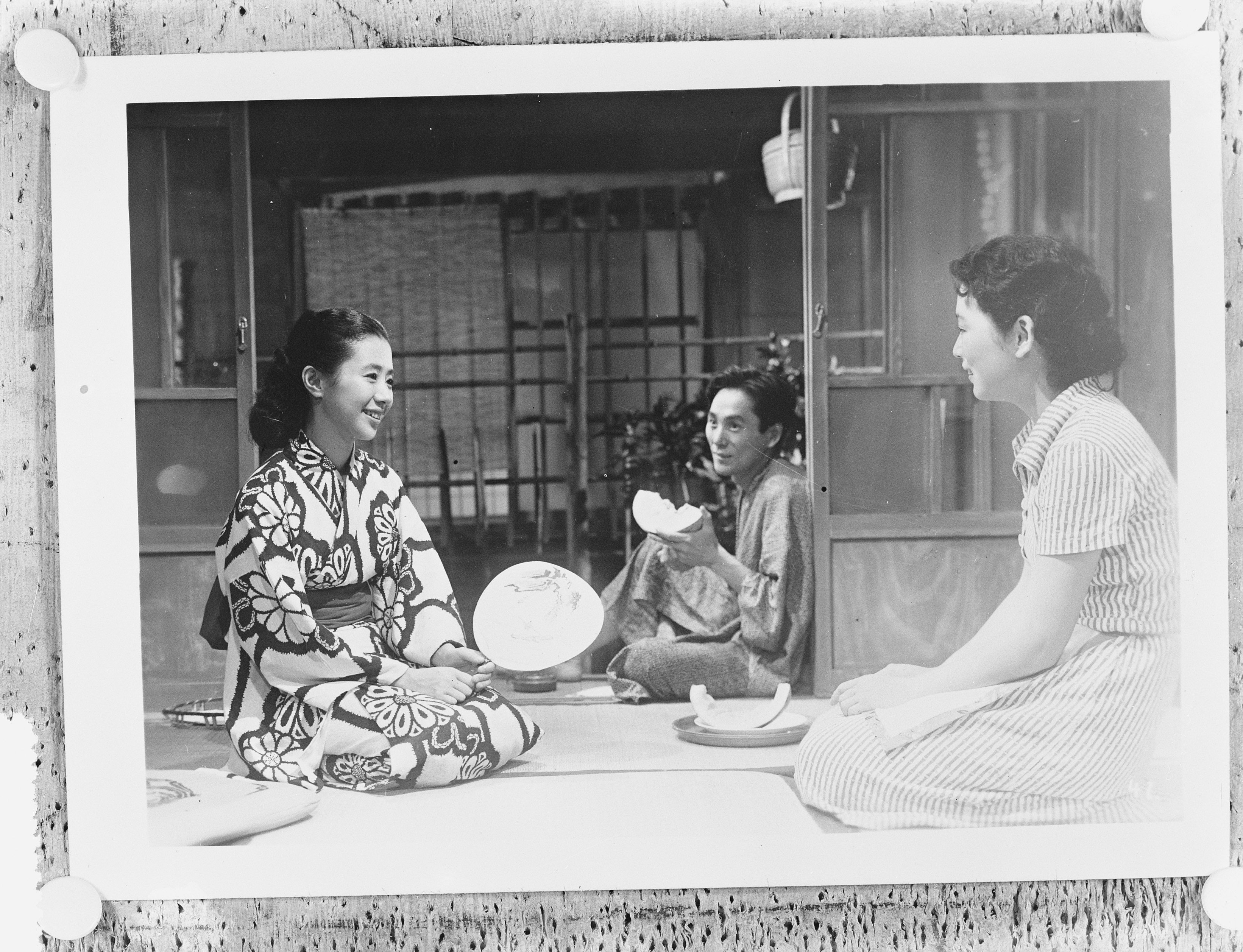
斎藤美和（右）／11月16日没

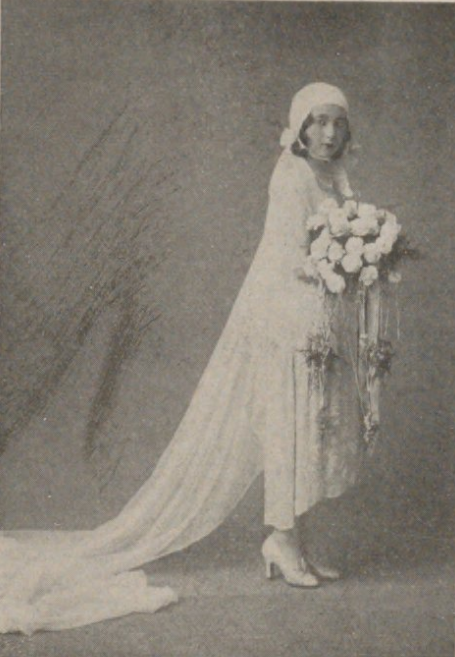
井上雪子／11月19日没

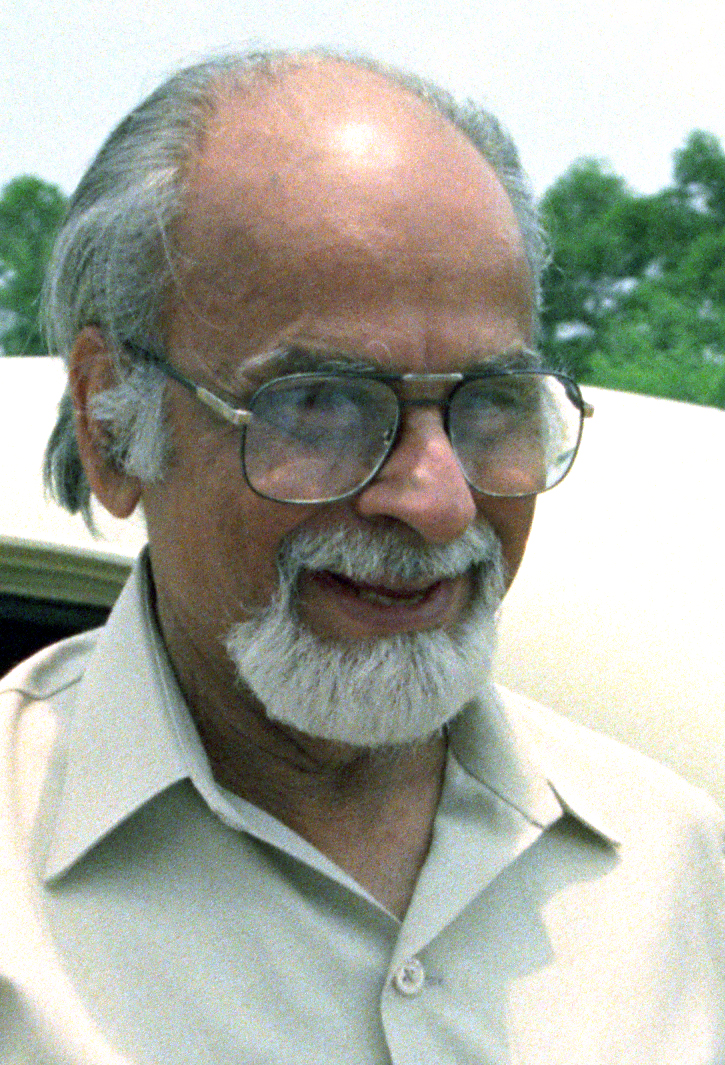
インドラ・クマール・グジュラール／11月30日没

## 1日 - 15日
- 11月1日 - 陳祖徳、中華人民共和国の囲碁棋士、元中国棋院院長、元中国囲棋協会主席（* 1944年）[1]
- 11月1日 - パスカル・ペレス（英語版）、ドミニカ共和国出身の元メジャーリーグの投手（* 1957年）[2][リンク切れ]
- 11月1日 - ブラッド・アームストロング、アメリカ合衆国の元プロレスラー（* 1961年）[3][リンク切れ]
- 11月1日 - ミッチ・ラッカー、アメリカ合衆国の歌手、スーサイド・サイレンスのヴォーカル（* 1984年）[4]
- 11月2日 - ハン・スーイン、中国出身の作家、医師（* 1917年）[5][リンク切れ]
- 11月2日 - 橋本文雄、日本の映画録音技師（* 1928年）[6]
- 11月2日 - ミルトン・キャンベル、アメリカ合衆国の元十種競技選手（* 1933年）[7][リンク切れ]
- 11月4日 - トーマス・ゴッドウィン、イングランドの元自転車競技（トラックレース）選手（* 1920年）[8]
- 11月4日 - 上坂高生、日本の作家（* 1926年）[9][リンク切れ]
- 11月4日 - テッド・カーソン、アメリカ合衆国のジャズトランペット奏者（* 1935年）[10][リンク切れ]
- 11月4日 - 細谷英二、日本の実業家、りそなホールディングス会長、りそな銀行会長、JR東日本副社長、総合研究開発機構理事、経済同友会幹事（* 1945年）[11]
- 11月5日 - エリオット・カーター、アメリカ合衆国の現代音楽の作曲家（* 1908年）[12]
- 11月5日 - 猪木正道、日本の政治学者、京都大学名誉教授、元防衛大学校校長（* 1914年）[13]
- 11月5日 - 大宜見静子、日本の沖縄芝居女優（* 1918年）[14][リンク切れ]
- 11月5日 - 斉藤晴男、日本の物理学者、四国大学学長（* 1923年）[15][リンク切れ]
- 11月5日 - 斎田正、日本の実業家、中部日本放送アナウンス部長（* 1931年?）[16][リンク切れ]
- 11月5日 - ストーキング・キャット、アメリカ合衆国のコンピューター技術者、身体改造者（* 1958年）[17]
- 11月6日 - マクシム、ブルガリア総主教・ソフィア主教、ブルガリア正教会の首座主教（* 1914年）[18]
- 11月6日 - 安井吉典、日本の政治家、第57代衆議院副議長、元北海道東神楽村長（* 1915年）[19]
- 11月6日 - 小林武彦、日本の実業家、光文社元会長（* 1921年）[20][リンク切れ]
- 11月6日 - 菊池誠、日本の物理学者、元ソニー中央研究所所長・兼・同社常務取締役（* 1925年）[21]
- 11月6日 - 巽和夫、日本の建築学者、京都大学名誉教授（* 1929年）[22][リンク切れ]
- 11月6日 - 石上三登志、日本のCMディレクター、映画評論家（* 1939年）[23]
- 11月6日 - 坂田桂三、日本の法学者、中央選挙管理会元委員長（* 1940年）[24]
- 11月7日 - 中曽根蔦子、日本の元首相夫人、中曽根康弘元首相の妻、中曽根弘文参議院議員の母（* 1921年?）[25][リンク切れ]
- 11月7日 - 大山寿子、日本の囲碁棋士（* 1921年?）[26][リンク切れ]
- 11月7日 - 濱田實、日本の工学者（* 1924年）[27][リンク切れ]
- 11月7日 - カーメン・バシリオ、アメリカ合衆国の元プロボクサー、1990年国際ボクシング殿堂入り（* 1927年）[28]
- 11月7日 - 藤田久一、日本の法学者（* 1937年）[29][リンク切れ]
- 11月8日 - ルシール・ブリス、アメリカ合衆国の俳優、声優、ディズニー映画『シンデレラ』のアナスタシア役（* 1916年）[30]
- 11月8日 - リー・マクフェイル、アメリカ合衆国の元メジャーリーグ運営管理者、1998年アメリカ野球殿堂入り（* 1917年）[31]
- 11月8日 - 野村葉子、日本の実業家、芸能事務所ウィングスジャパン代表取締役社長（* 1949年）[32]
- 11月8日 - ピート・ナムルック、ドイツの音楽家、環境音楽および電子音楽レーベルFAX+49-69/450464の代表者（* 1960年）[33]
- 11月9日 - 東條輝雄、日本の航空技術者、実業家、三菱自動車工業元社長（* 1914年）[34][リンク切れ]
- 11月9日 - ヴァレリー・エリオット（英語版）、イギリスの編集者、T・S・エリオットの妻（* 1926年）[35]
- 11月10日 - 森光子、日本の女優、第32回毎日芸術賞受賞者、2005年文化勲章受章者、国民栄誉賞受賞者（* 1920年）[36][リンク切れ]
- 11月10日 - 桜井センリ、日本のジャズミュージシャン、ピアニスト【クレージー・キャッツメンバー】（* 1926年）[37][リンク切れ]
- 11月10日 - 藤田栄、日本の政治家、ジャーナリスト、元参議院議員、静岡新聞社編集局長（* 1930年?）[38][リンク切れ]
- 11月12日 - 小川文齋、日本の陶芸家（* 1927年?）[39][リンク切れ]
- 11月12日 - 伊藤邦男、日本の実業家、テレビ朝日社長（* 1930年）[40]
- 11月13日 - 金森順次郎、日本の物理学者、第13代大阪大学総長（* 1930年）[41][リンク切れ]
- 11月13日 - 阿部薫、日本の医学者、国立がんセンター名誉総長（* 1933年）[42][リンク切れ]
- 11月13日 - 姚徳芬（英語版）、中華人民共和国の極めて長身の女性、世界一長身の女性としてギネス世界記録保持者（* 1972年）[43][リンク切れ]
- 11月14日 - マーティン・フェイ（英語版）、アイルランドの音楽家、元チーフタンズのフィドル奏者（* 1936年）[44]
- 11月14日 - アハマド ・ジャアバリ（英語版）、パレスチナの活動家、ハマースの軍事部門カッサム旅団（英語版）司令官（* 1960年）[45][リンク切れ]
- 11月15日 - 伴野丈夫、日本の海将（* 1926年）[46][リンク切れ]
- 11月15日 - 三宅久之、日本のジャーナリスト、元毎日新聞社政治部長、ニュースキャスター、政治評論家（* 1930年）[47][リンク切れ]
- 11月15日 - 大平和登、日本の演劇興行者、演劇評論家（* 1933年）[48]
- 11月15日 - 小林俊一、日本の演出家、テレビプロデューサー（* 1933年）[49][リンク切れ]
- 11月15日 - 松本哲男、日本の画家、教育者（* 1943年）[50][リンク切れ]
- 11月15日 - 荒川太朗、日本の俳優、声優（* 1956年）[51]
- 11月15日（遺体発見日） - マリア・ゴロスティエタ、メキシコのティキチェオ（スペイン語版）市の元市長、医師（* 1976年）[52]

## 16日 - 30日
- 11月16日 - 森本良平、日本の地震学者、東京大学地震研究所元所長（* 1917年）[53][リンク切れ]
- 11月16日 - 斎藤美和、日本の女優（* 1927年）[54]
- 11月16日 - アルハジ・アリウ・マハマ（英語版）、ガーナの政治家、元副大統領（英語版）（* 1946年）[55]
- 11月16日 - 野中のばら、日本の漫画家（* 生年不詳）[56]
- 11月17日 - 棚網良平、日本のプロゴルファー（* 1921年）[57]
- 11月17日 - 伊藤国彦、日本の医師、伊藤病院院長、日本臨床外科学会名誉会長（* 1923年?）[58]
- 11月17日 -  バル・タッケライ（英語版）、インドの政治家、ヒンドゥー至上主義の政党シヴ・セーナーの創設者（* 1926年）[59][リンク切れ]
- 11月17日 -  成田頼明、日本の法学者、横浜国立大学・警察大学校名誉教授（* 1928年）[60]
- 11月17日 - ブランコ・エルスナー、スロベニア出身のサッカーコーチ、元ブランメル仙台（現在のベガルタ仙台）監督（* 1929年）[61]
- 11月17日 -  橋上義孝、日本の政治家、元大阪府河内長野市長（* 1930年）[62][リンク切れ]
- 11月17日 -  アルマン・デメ、ベルギーの元自転車競技（ロードレース）選手（* 1931年）[63]
- 11月17日 - 牧野エミ、日本の女優、振付師（* 1959年）[64]
- 11月18日 - 成瀬有、日本の歌人（* 1942年）[65]
- 11月18日 - 田中淡、日本の建築史家、京都大学名誉教授（* 1946年）[66]
- 11月19日 - 井上雪子、日本の元女優（* 1915年）[67][リンク切れ]
- 11月19日 - 福永令三、日本の童話作家（* 1928年）[68]
- 11月19日 - ボリス・ストルガツキー、ロシア（旧ソ連）のSF作家ストルガツキー兄弟の弟（* 1933年）[69]
- 11月19日 - ピート・ラロカ、アメリカ合衆国の音楽家、ジャズドラマー、弁護士（* 1938年）[70]
- 11月19日 - 宮史郎、日本の歌手、元ぴんからトリオのメンバー（* 1943年）[71][リンク切れ]
- 11月20日 - 外間守善、日本の言語学者、沖縄学研究者、法政大学名誉教授（* 1924年）[72][リンク切れ]
- 11月20日 - 正井泰夫、日本の地理学者、立正大学名誉教授（* 1929年）[73][リンク切れ]
- 11月20日 - 宮田春童、日本の歌人（* 1935年）[74][リンク切れ]
- 11月20日 - 横田浩和、日本の声楽家（* 1935年?）[75][リンク切れ]
- 11月20日 - マイケル・ダンフォード、元ルネッサンスのメンバー（* 1944年?）[76]
- 11月22日 - 丁光訓、中華人民共和国の宗教家、中国基督教協会名誉会長（* 1915年）[77]
- 11月22日 - 玄也、日本の俳優、スタントマン（* 1989年）[78]
- 11月23日 - 曽我野一美、日本のハンセン病訴訟原告団代表（* 1927年）[79]
- 11月23日 - ラリー・ハグマン、アメリカ合衆国の俳優、テレビドラマ『ダラス』のJ.R.ユーイング役（* 1931年）[80]
- 11月23日 - ネルソン・プルデンシオ、ブラジルの元陸上競技（三段跳）選手（* 1944年）[81][リンク切れ]
- 11月24日 - 平多房子、日本の舞踏家（* 1925年?）[82][リンク切れ]
- 11月24日 - ヘクター・カマチョ、プエルトリコのプロボクサー（* 1962年）[83]
- 11月24日 - 池田信夫、日本の野球選手・指導者（* 1950年）[要出典]
- 11月25日 - ダイナ・シェリダン（英語版）、イギリスの女優（* 1920年）[84]
- 11月25日 - シメオン・テン・ホルト、オランダの作曲家（* 1923年）[85]
- 11月25日 - ラース・ヘルマンダー、スウェーデンの数学者、1962年フィールズ賞受賞者、1988年ウルフ賞受賞者（* 1931年）[86][リンク切れ]
- 11月25日 - 斎藤光正、日本の映画監督（* 1932年）[87]
- 11月25日 - 高木喬、日本の元プロ野球選手【近鉄バファローズ、西鉄ライオンズ所属】（* 1940年）[88][リンク切れ]
- 11月25日 - 山田英介、日本の政治家、司法書士、元衆議院議員（* 1945年）[89]
- 11月26日 - ジョセフ・マレー、アメリカ合衆国の外科医、腎移植の開発者、1990年ノーベル生理学・医学賞受賞者（* 1919年）[90]
- 11月26日 - ブラドカ・ミード（英語版）、ポーランドの元ユダヤ人抵抗運動のメンバー、『壁の両側』の著者（* 1921年）[91]
- 11月26日 - 麻生文雄、日本の僧侶､元醍醐寺座主､元真言宗醍醐派管長､元種智院大学学長（* 1925年）[92][リンク切れ]
- 11月27日 - マービン・ミラー、アメリカ合衆国の労働運動家、元メジャーリーグベースボール選手会会長（* 1917年）[93]
- 11月27日 - 天野松塘、日本の書家、毎日書道展審査会員（* 1927年?）[94][リンク切れ]
- 11月28日 - 岡部桂一郎、日本の歌人（* 1915年）[95][リンク切れ]
- 11月28日 - ジェイムズ・ホジソン、アメリカ合衆国の政治家、外交官、第12代労働長官、第32代駐日アメリカ合衆国大使（* 1915年）[96][リンク切れ]
- 11月28日 - 本田武久、日本の声楽家、テノール歌手（* 1941年）[97]
- 11月29日 - バディ・ロバーツ、カナダ出身の元プロレスラー（* 1945年）[98][リンク切れ]
- 11月30日 - 大江直吉、日本の教育者、京都芸術短期大学長（* 1906年?）[99][リンク切れ]
- 11月30日 - インドラ・クマール・グジュラール、インドの政治家、第15代インド首相（* 1919年）[100]
- 11月30日 - 豊岡豊、日本のジャズドラマー（* 1930年）[101]